# San Rafael de Guanapalo
San Rafael de Guanapalo es una vereda que tomo su nombre del hato San Rafel de Guanapalo que aun existe, ubicada en el departamento colombiano de Casanare, correspondiente al municipio de San Luis de Palenque. Su extensión es de 17.364,69 Ha e incluye un caserío, el cual se encuentra ubicado sobre la bifurcación que conecta a San Luis con Yopal (hacia el occidente) y Orocué (hacia el oriente). Se encuentra ubicada a orillas del caño Guanapalo, a quince minutos de viaje desde San Luis de Palenque sobre la vía a Yopal. Económicamente, se destaca el cultivo de arroz. Allí se celebra anualmente el festival folclórico del Chalán.